# مناخ تونس

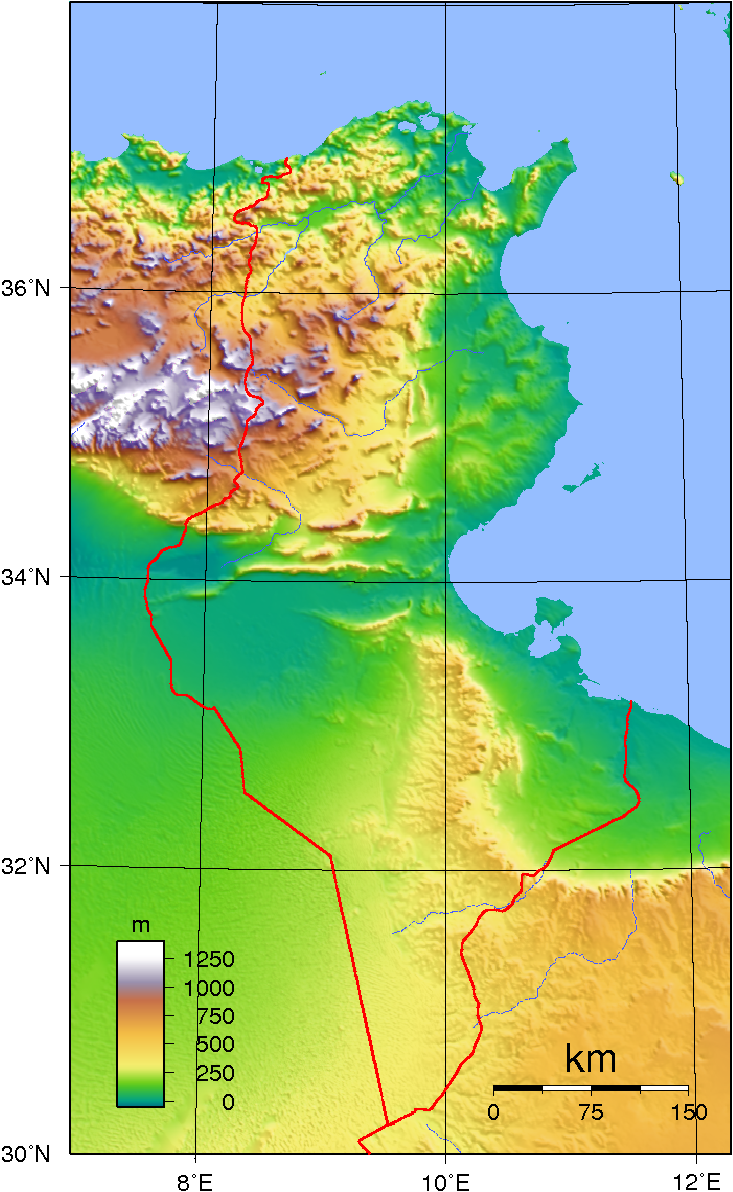
خريطة طبوغرافية لتونس

مناخ تونس متوسطي في الشمال، حيث يكون الشتاء معتدلًا وممطرًا والصيف حارًا وجافًا. جنوب البلاد يتميز بمناخ صحراوي، والتضاريس في الشمال جبلية، والتي تتحول جنوبًا إلى سهل مركزي حار وجاف. الجنوب شبه جاف ويمتد إلى الصحراء الكبرى. تقع سلسلة من البحيرات المالحة، المعروفة باسم "الشطوط"، في خط يمتد من الشرق إلى الغرب على الحافة الشمالية للصحراء، ممتدة من خليج قابس إلى الجزائر. أدنى نقطة في تضاريس تونس تقع في شط الجريد، والتي تبلغ 17 متر (56 قدم) تحت مستوى سطح البحر، وأعلى نقطة هي جبل الشعانبي، بارتفاع 1,544 متر (5,066 قدم) فوق مستوى سطح البحر.

## جغرافية

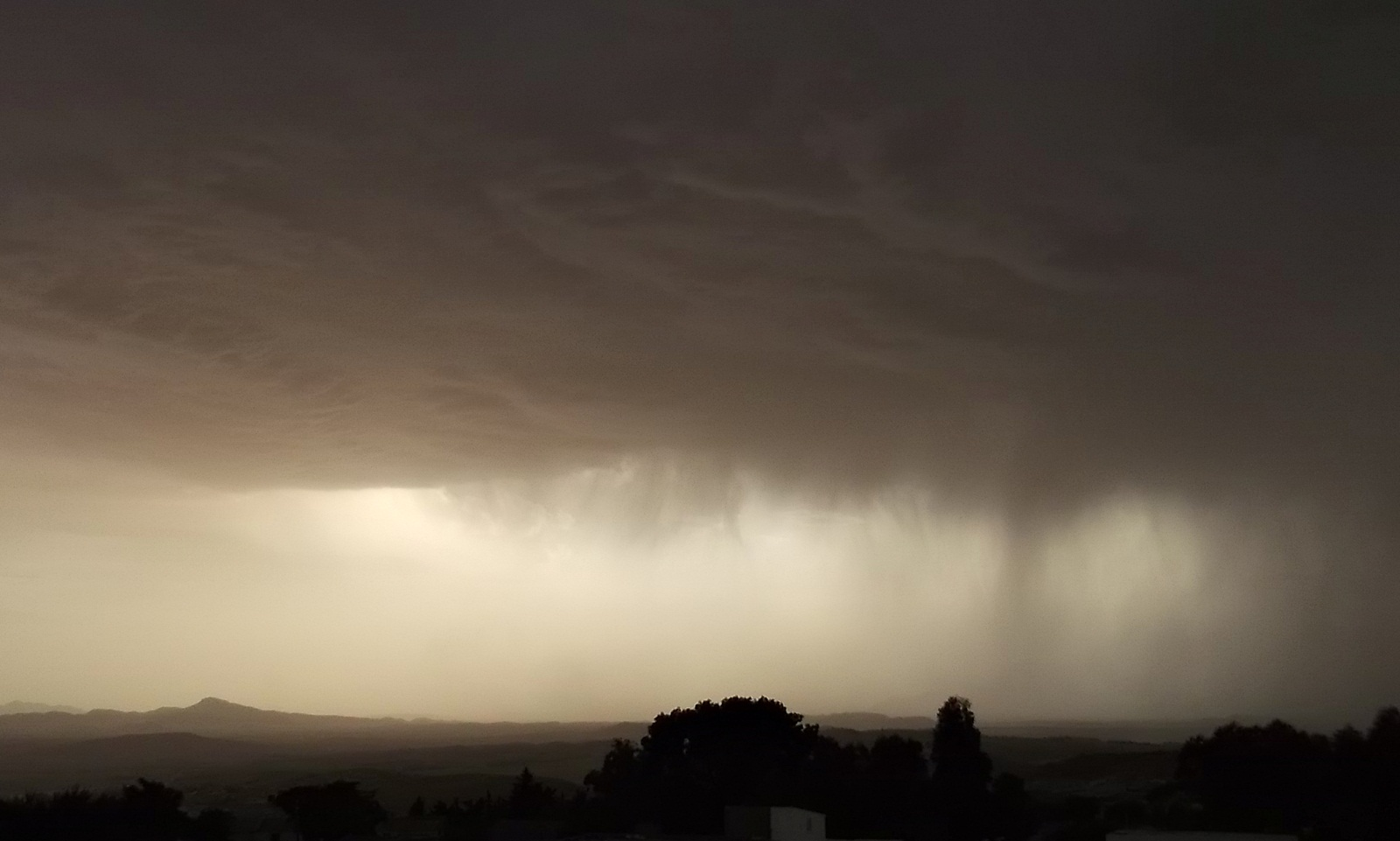
عاصفة رملية شهدتها مدينة الكاف بالمنطقة الشمالية الغربية يوم 23 أبريل 2014.

يتأثر مناخ تونس بأنواع مختلفة من الرياح بسبب موقعها الجغرافي: الساحل الشمالي يتعرض لرياح بحرية معتدلة ورطبة تهب من جنوب فرنسا، مما يؤدي إلى انخفاض كبير في درجات الحرارة وزيادة في هطول الأمطار. في جنوب البلاد، توجد رياح قارية حارة وجافة، مثل الرياح الشرقية، التي تهب على مناطق صحراوية واسعة مسببة ارتفاعًا مفاجئًا في درجات الحرارة وجوًا جافًا واضحًا. تستفيد البلاد أيضًا من كمية كبيرة من أشعة الشمس، تتجاوز 3000 ساعة سنويًا، وتصل إلى ذروتها في الصحراء الجنوبية على الحدود الجزائرية والليبية.
تختلف درجات الحرارة حسب خط العرض وخط الطول والقرب من البحر الأبيض المتوسط. بينما يمكن أن تنخفض درجات الحرارة إلى ما دون درجة الصفر المئوية في فصل الشتاء في جبال الخمير، فإن درجات الحرارة القصوى غالبًا ما ترتفع إلى حوالي 50 درجة مئوية في المناطق الصحراوية خلال الصيف. يتفاوت متوسط هطول الأمطار السنوي أيضًا حسب المنطقة، من حوالي 1000 ملم في الشمال إلى حوالي 380 ملم في الوسط وأقل من 50 ملم في أقصى الجنوب. تبلغ مساحة الدولة حوالي 16,361,000 هكتار، منها 9,700,500 هكتار من الأراضي الزراعية و701,200 هكتار من أراضي الغابات.

## المناطق

تونس هي الدولة الثامنة عشرة الأكثر إجهادا للمياه في العالم.

ينقسم مناخ تونس إلى سبع مناطق مناخية حيوية (بيومناخية)، حيث أن الفارق الرئيسي بين الشمال وباقي البلاد يعود إلى التلال التونسية التي تفصل بين المناطق الخاضعة لمناخ البحر الأبيض المتوسط والمناخ الصحراوي الحار النموذجي للصحراء الكبرى - أكبر صحراء حارة في العالم. بينهما، هناك مناخ شبه جاف يتسم بخصائص مشتركة بين النظامين المناخيين الرئيسيين في البلاد.
بشكل عام، تكون درجات الحرارة في تونس مرتفعة جدًا، حيث يبلغ المتوسط السنوي حوالي 18 درجة مئوية. سجلت أعلى درجة حرارة على الإطلاق 54 درجة مئوية في البرمة في الصحراء الجنوبية في أغسطس، وأدنى درجة حرارة على الإطلاق -15 درجة مئوية في تالة (الشمال) خلال فبراير. تقع تونس ضمن منطقة صحراوية وتكون حارة جدًا. خلال أشهر الصيف في أغسطس ويونيو، تتراوح الحرارة حول متوسط درجة حرارة 94 °ف (34 °م).

## تغير المناخ

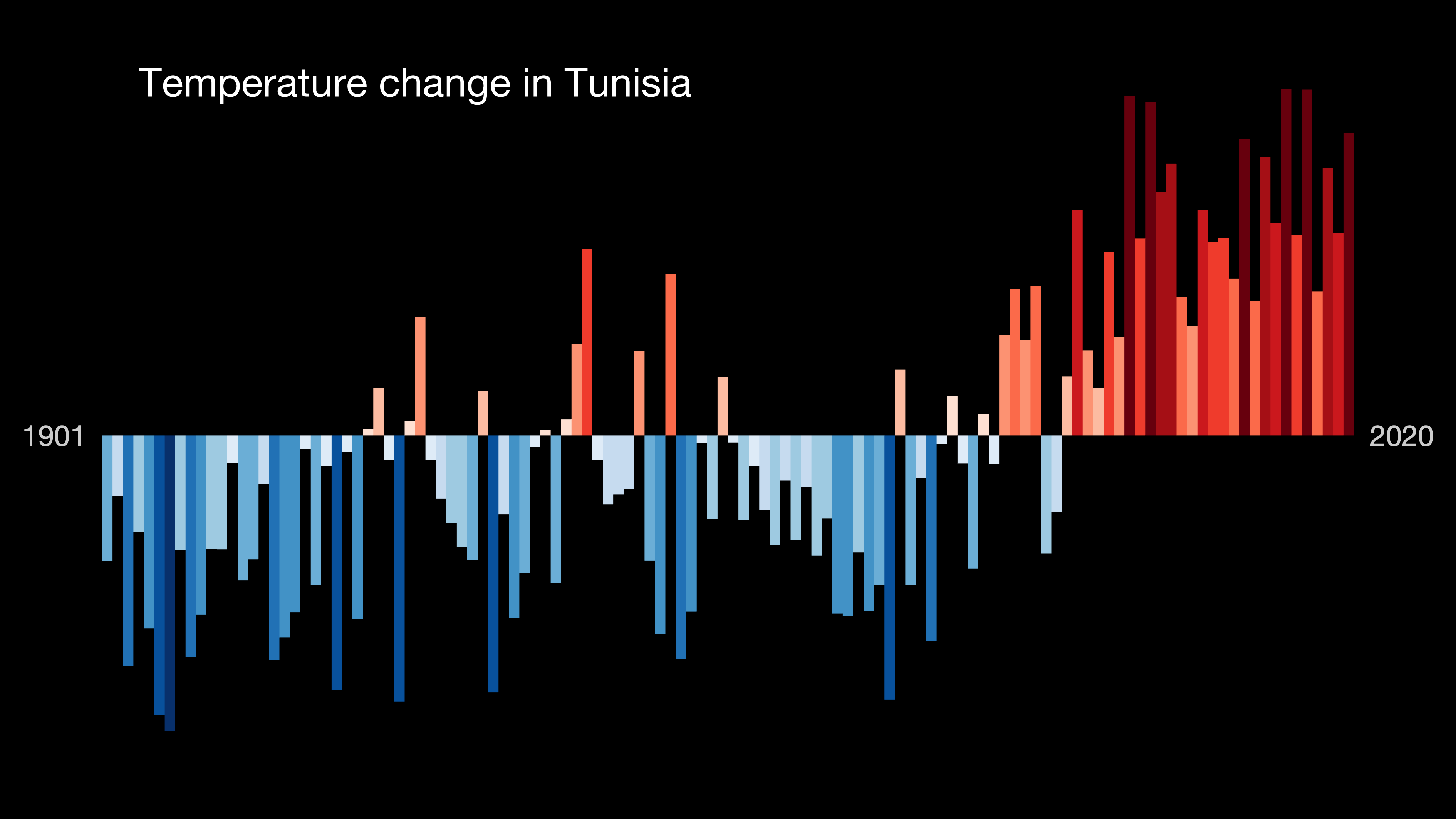
رسم بياني لتغير درجات الحرارة في تونس من 1901 إلى 2020

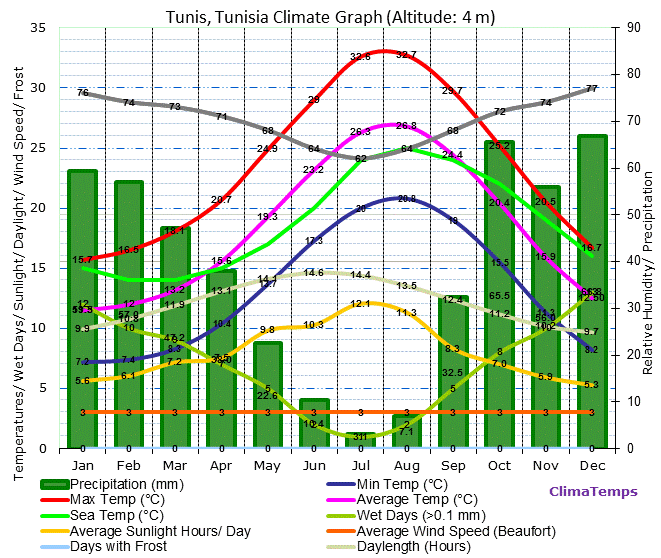
http://www.tunis.climatemps.com/graph.php

شهدت تونس زيادة كبيرة في درجات الحرارة خلال القرن العشرين وأوائل القرن الحادي والعشرين، حيث ارتفعت درجة الحرارة المتوسطة بحوالي 1.2 درجة مئوية من عام 1901 إلى عام 2020. من المتوقع أن يستمر هذا الاتجاه التصاعدي في درجات الحرارة، مما سيؤدي إلى العديد من التأثيرات على النظم البيئية في البلاد، والزراعة، وصحة الإنسان. يعتبر البحر الأبيض المتوسط من المناطق الأكثر تأثرًا بتغير المناخ على مستوى العالم، حيث ترتفع درجات الحرارة في البحر الأبيض المتوسط بنسبة 20% أسرع من المتوسط العالمي.
تواجه تونس ضعفًا كبيرًا أمام تغير المناخ، مع توقع تأثيرات سلبية نتيجة ارتفاع درجات الحرارة، وزيادة الجفاف، وانخفاض هطول الأمطار، وارتفاع مستوى سطح البحر. من المتوقع أن تؤثر هذه التغيرات بشكل كبير على الموارد المائية، والزراعة، والنظم البيئية، والمناطق الساحلية، والصحة، وقطاع السياحة.
الموارد المائية المحدودة في تونس تجعل البلاد شديدة التأثر بأي تغييرات طفيفة في درجة الحرارة المحيطة، مما يؤدي إلى تراجع توافر المياه بشكل أكبر. هذا يزيد من تعرض الأنشطة الزراعية لتأثيرات تغير المناخ. نتيجة لعوامل الضغط مثل ارتفاع درجات الحرارة، وارتفاع مستوى سطح البحر، وتغير أنماط هطول الأمطار، تتضمن المخاطر المحتملة على الزراعة في تونس انخفاض غلة المحاصيل، وتغير مواسم النمو، وتدهور جودة وإنتاجية التربة، وزيادة ملوحة المياه الجوفية، وانخفاض توافر المياه للري.
من المرجح أن تؤدي هذه التغيرات إلى ارتفاع أسعار الغذاء ونقص الغذاء وكذلك الخسائر الاقتصادية، سواء على المستوى الوطني أو على مستوى دخل الأسر.
تؤثر تغيرات المناخ على المدن بشكل أكبر، حيث أن الأنشطة في المناطق الحضرية تعد مساهمًا كبيرًا في تغير المناخ. وفقًا لتقرير برنامج الأمم المتحدة للمستوطنات البشرية (UN Habitat) لعام 2021، فإن المناطق الحضرية تمثل حوالي 70% من انبعاثات ثاني أكسيد الكربون. يزداد عدد سكان الحضر في تونس، حيث يعيش حاليًا 69% من السكان في المدن، ومن المتوقع أن تصل هذه النسبة إلى 80% بحلول عام 2050.
يعكس المناخ في شمال تونس أنماط هطول الأمطار ودرجات الحرارة لمناخ البحر الأبيض المتوسط. يصبح المناخ أكثر حرارة وجفافًا كلما اتجهنا جنوبًا. يظهر الرسم البياني متوسطات المناخ في تونس على مدار السنة، ويتضمن الأيام التي تشهد صقيعًا، وطول النهار، والأيام الرطبة، ومتوسط سرعة الرياح، ودرجة حرارة البحر، ودرجة الحرارة القصوى، ومتوسط طول النهار في فصل الصيف.

## الآثار الاجتماعية والاقتصادية والبيئة
| مخطط المناخ لتونس | مخطط المناخ لتونس | مخطط المناخ لتونس | مخطط المناخ لتونس | مخطط المناخ لتونس | مخطط المناخ لتونس | مخطط المناخ لتونس | مخطط المناخ لتونس | مخطط المناخ لتونس | مخطط المناخ لتونس | مخطط المناخ لتونس | مخطط المناخ لتونس |
| --- | ----------------- | ----------------- | ----------------- | ----------------- | ----------------- | ----------------- | ----------------- | ----------------- | ----------------- | ----------------- | ----------------- |
| 01 | 02                | 03                | 04                | 05                | 06                | 07                | 08                | 09                | 10                | 11                | 12                |
| 2 59 44 | 1.8 60 44         | 1.7 64 47         | 1.4 69 51         | 0.8 76 57         | 0.4 84 64         | 0.1 90 68         | 0.4 90 70         | 1.3 85 66         | 2.2 76 60         | 1.8 67 51         | 2.2 61 46         |
| متوسط درجة-الحرارة °س مجاميع الهطل مم |                   |                   |                   |                   |                   |                   |                   |                   |                   |                   |                   |
| بالوحدات الإنكليزية \| 01 \| 02 \| 03 \| 04 \| 05 \| 06 \| 07 \| 08 \| 09 \| 10 \| 11 \| 12 \| \| 0.1 137 110 \| 0.1 141 111 \| 0.1 147 116 \| 0.1 156 124 \| 0 169 134 \| 0 183 147 \| 0 195 155 \| 0 194 157 \| 0.1 184 151 \| 0.1 170 139 \| 0.1 153 125 \| 0.1 141 114 \| \| متوسط درجة-الحرارة °ف مجاميع الهطول ″ \| \| \| \| \| \| \| \| \| \| \| \| |                   |                   |                   |                   |                   |                   |                   |                   |                   |                   |                   |
| 01 | 02                | 03                | 04                | 05                | 06                | 07                | 08                | 09                | 10                | 11                | 12                |
| 0.1 137 110 | 0.1 141 111       | 0.1 147 116       | 0.1 156 124       | 0 169 134         | 0 183 147         | 0 195 155         | 0 194 157         | 0.1 184 151       | 0.1 170 139       | 0.1 153 125       | 0.1 141 114       |
| متوسط درجة-الحرارة °ف مجاميع الهطول ″ |                   |                   |                   |                   |                   |                   |                   |                   |                   |                   |                   |

تونس، التي صنفت كدولة ذات دخل متوسط منخفض وفقًا لمجموعة البنك الدولي، قد حققت خطوات كبيرة في التحول السياسي نحو الأنظمة الديمقراطية وهياكل الحكم الأكثر شفافية. يشمل ذلك إعادة هيكلة الأعراف السياسية والسياسات القائمة. ومع ذلك، فإن النمو الاقتصادي للبلاد لم يتقدم بنفس الوتيرة. تعاني البلاد من التجزؤ السياسي وغياب التوافق على الإصلاحات الاقتصادية الضرورية. بالإضافة إلى ذلك، فقد زادت النزاعات المستمرة في الجارة ليبيا من التحديات الاقتصادية، مما أسهم في السخط الاجتماعي وارتفاع معدلات البطالة، خصوصًا بين الشباب.
منذ الثورة التونسية في عام 2011، تعمل وزارة الشؤون المحلية والبيئة، وهي الكيان المسؤول على المستوى الوطني، والبلديات على زيادة اتخاذ القرارات اللامركزية والمشاركة على المستوى المحلي. تُعتبر هذه الممارسات حاسمة للتكيف مع تغير المناخ على المستوى الحضري.
الاستراتيجيات اللامركزية تتيح للمجتمعات المحلية اتخاذ قرارات تتناسب مع احتياجاتها الفريدة وظروفها البيئية، مما يعزز من القدرة على مواجهة التحديات المرتبطة بتغير المناخ مثل ارتفاع درجات الحرارة، ندرة المياه، وتدهور الأراضي. تتيح هذه السياسات أيضًا تحسين إدارة الموارد وتعزيز المرونة الاقتصادية والاجتماعية في مواجهة التغيرات البيئية والاقتصادية.
تتمتع المناطق الساحلية في تونس بمناخ متوسطي، مما يسمح بإنتاج وزراعة الفواكه مثل العنب والكروم والزيتون. ومع ذلك، فإن تونس بلد كبير ويحتوي أيضًا على مناطق صحراوية حيث تكيفت تقنيات الزراعة لتزدهر في ظل هطول الأمطار المنخفض والحرارة الشديدة. بفضل مناخ تونس المتنوع وجاذبيتها الساحلية، كان السياحة مصدرًا مهمًا للإيرادات للبلاد. ومع ذلك، فإن السياحة الساحلية والتمدد الحضري على طول السواحل أثرا سلبًا على المناظر الطبيعية الساحلية والموارد الطبيعية.